# Torre de' Negri
Torre de' Negri es un municipio italiano situado en la provincia de Pavía, en Lombardía. Tiene una población estimada, a fines de agosto de 2023, de 328 habitantes.

## Evolución demográfica
| Gráfica de evolución demográfica de Torre de' Negri entre 1861 y 2023 |
|                                                                       |
| Fuente: ISTAT - Elaboración gráfica de Wikipedia                      |